# Rosalia Porcaro
Rosalia Porcaro (Casoria, 27 gennaio 1966) è un'attrice, comica e cabarettista italiana.

## Biografia
Nasce a Casoria, dove frequenta le scuole elementari e medie, per poi frequentare il liceo scientifico statale "Filippo Brunelleschi" della vicina Afragola, del quale oggi presiede l'Associazione ex studenti. Nel 1984 si iscrive ad una scuola di recitazione e frequenta le compagnie di Antonio Casagrande, Rino Marcelli e Renato Carpentieri; nel 1985 inizia la sua attività al Teatro Bellini di Napoli sostituendo un'attrice in uno spettacolo tratto dalle commedie di Eduardo Scarpetta. In seguito recita in diversi spettacoli con testi di Jules Laforgue, Giambattista Basile, Luigi Pirandello, Georges Feydeau.
Nel 1997 partecipa a una serata di giovani emergenti al Maschio Angioino, presentata da Francesco Paolantoni, come autrice e attrice comica nei panni di "Veronica". Il personaggio riscuote successo in televisione grazie al programma regionale TeleGaribaldi, ma la notorietà nazionale arriva soprattutto con programmi televisivi trasmessi da Rai come Convenscion, Superconvenscion e L'ottavo nano, in cui interpreta il personaggio di "Natascha"; partecipa inoltre a Markette di LA7, e il programma radiofonico Pelo e Contropelo su Radio Kiss Kiss. Nel 2002 realizza e interpreta per il programma televisivo Palcoscenico un adattamento del monologo Una donna sola, scritto da Dario Fo e Franca Rame, che va in onda su Rai 2 il 2 febbraio alle ore 23:55.
Rosalia Porcaro appare inoltre in BRA - Braccia rubate all'agricoltura e in Zelig Off, dove presenta il personaggio di Assundham, una donna afgana che racconta in modo satirico come sia stata introdotta la democrazia in Afghanistan da parte degli americani (attuando dei rimandi alla situazione italiana); l'attrice sarà presente anche nelle successive edizioni e in Zelig Circus nel 2005. Nello stesso anno partecipa a Tutti all'attacco, diretto da Lorenzo Vignolo, in cui Rosalia Porcaro interpreta Filly, aspirante cantante lirica napoletana moglie del personaggio interpretato da Massimo Ceccherini. Nel 2009 è nuovamente nel cast di Zelig Off e in Quork, su La7.
Nel 2010 partecipa ai programmi comici Zelig, in onda su Canale 5; Stiamo tutti bene su Rai 2 e alle fiction Notte prima degli esami, diretta da Elisabetta Marchetti e Area Paradiso, di Diego Abatantuono. Nel 2011 debutta in scena riprendendo il suo adattamento del testo Una donna sola, all'interno della rassegna estiva del Teatro Ariston, le cui repliche proseguono durante la stagione invernale. Nel 2012 figura come comica nella trasmissione di Sabina Guzzanti Un due tre stella su LA7. Il 1º maggio 2012 partecipa nel ruolo di Elena, moglie del ragioniere Luigi Iannello, alla commedia di Eduardo De Filippo Sabato, domenica e lunedì, andata in onda su Rai 1 con la regia di Massimo Ranieri e Franza Di Rosa.
Da gennaio 2023 è protagonista, con Barbara D'Urso e Franco Oppini, a teatro con la commedia Taxi a due piazze, in scena la prima volta nel 1984, di Ray Cooney, adattata al femminile.

## Personaggi
I suoi personaggi sono ripresi dalla quotidianità proletaria e verace, e impersonano i difetti e le debolezze dell'italiano medio.
- Veronica, operaia in una fabbrica di borse, ama Genni ma è ostacolata nel suo amore dalla suocera. Ingenua e infantile non si accorge di essere sfruttata dal padrone che anzi lei stima profondamente. Fraintende puntualmente le vessazioni che riceve in fabbrica ma si sente una donna moderna (va “dallo psicologo”) e cerca di farsi accettare dalla suocera, che non apprezza i suoi tentativi di apparire una brava donna di casa.
- La suocera, madre di Genni, sedicente donna di cultura («je teng' e libbr' pe'tutt'part'») vive nell'orgoglio esagerato per i figli laureati in legge e nel disprezzo per il marito disoccupato. Cinica e meschina, inacidita dalla vecchiaia riversa sui poveri malcapitati tutta la sua cattiveria. In particolare sulla fidanzata del figlio, che fa di tutto per allontanare sottoponendola a prove sempre più difficili.
- Natasha, personaggio comico basato sulla cantante trans Valentina OK. Natasha è una giovane cantante neomelodica napoletana pronta a dare consigli sull'amore, il sesso e i tradimenti. Il suo punto di vista smaliziato di donna sedotta e abbandonata si scontra con le insicurezze e le ingenuità di chi la chiama, con risultati grotteschi. Eccentrica e trasgressiva ha riscosso successo prima in tutto il quartiere Pignasecca e poi alla trasmissione di Rai 2 L'ottavo nano con la hit "Sesso senza cuore".
- Creolina, ingenua ragazza napoletana che lavora in un negozio di casalinghi (da lei chiamato familiarmente "merceria"). Il suo tormentone è "'a matina me sceto, me lavo, me vesto, vaco 'a fatica, po torno e m'addormo. Comm'è bello 'a campà!" (tradotto dal napoletano: "La mattina mi sveglio, mi lavo, mi vesto, vado al lavoro, poi torno e mi addormento. Che bella la vita!"). Presentata nel programma Telegaribaldi.
- Assundam, tipica donna afgana del Sud (ma con un forte accento partenopeo) che ironizza sulla “democrazia della guerra” parlando della sua vita sotto il velo. Assundam era nel cast delle ultime edizioni di “Zelig Circus” e "L'ottavo nano".
- Rosalyn Video, imitazione di una televenditrice di cassette a luci rosse che da consigli hard, nel cast di "Markette" trasmissione di Piero Chiambretti in onda su La7 e riproposta successivamente sempre sulla stessa emittente nella trasmissione "Un, due, tre Stella" di Sabina Guzzanti con "Citofonare Rosalyn".

## Filmografia

### Cinema
- Pacco, doppio pacco e contropaccotto, regia di Nanni Loy (1993)
- Tutti all'attacco, regia di Lorenzo Vignolo (2005)
- Viaggio in Italia - Una favola vera, regia di Paolo Genovese e Luca Miniero (2007)
- No problem, regia di Vincenzo Salemme (2008)
- VIP (film), regia Carlo Vanzina - Film (2008)
- Il seme della discordia, regia Pappi Corsicato (2008)
- La fabbrica dei tedeschi, regia Mimmo Calopresti - documentario (2008)
- I mostri oggi, regia Enrico Oldoini (2009)
- Area Paradiso, regia di Diego Abatantuono (2010)

- All'ultima spiaggia, regia Gianluca Ansanelli (2012)
- Fuga di cervelli, regia di Paolo Ruffini (2013)
- Indovina chi viene a Natale?, regia Fausto Brizzi (2013)
- Il ricco, il povero e il maggiordomo, regia di Aldo, Giovanni e Giacomo, e Morgan Bertacca (2014)
- Ammore e malavita, regia dei Manetti Bros. (2017)
- Addio fottuti musi verdi, regia di Francesco Ebbasta (2017)
- Gli anni belli, regia di Lorenzo d'Amico De Carvalho (2022)
- Hotspot - Amore senza rete, regia di Giulio Manfredonia (2023)
- Il paese dei jeans in agosto, regia di  Simona Bosco Ruggeri (2023)
- Dobbiamo stare vicini, regia di Gianluca Mattei e Mario Sanzullo (2024)

### Televisione
- Belli dentro, sit-com, regia di Rinaldo Gaspari (Italia 1, 2008) - episodio "To clean or not to clean" - ruolo: una nuova agente.
- VIP, regia di Carlo Vanzina (2008)
- Notte prima degli esami '82, regia di Elisabetta Marchetti (2011), Rai 1
- Area Paradiso (2012), Canale 5
- Sabato, domenica e lunedì (2012), Rai 1
- Mina Settembre – serie TV (2021-in corso)
- Diversi come due gocce d'acqua, regia di Luca Lucini – film TV (2022)

### Doppiaggio
- Totò Sapore e la magica storia della pizza, regia di Maurizio Forestieri (2003)

## Teatro
- Core 'ngrato, regia di Carlos Branca (2021)
- Taxi a due piazze, regia di Chiara Noschese (2023)